# Maison dit Ostel Millet
La maison dit Ostel Millet également dénommée maison des Condé est située à Montluçon (France).

## Localisation
La maison est située sur la commune de Montluçon dans le département de l'Allier, en région Auvergne-Rhône-Alpes.

## Description
Hôtel noble des XVe et XVIIIe siècles. Les percements néogothiques au rez-de-chaussée de la façade sur la rue Notre-Dame ont été réalisés en 1998, à l'exception de la porte d'entrée, surmontée d'un cuir à écusson sculpté du XVIIe siècle. La façade sur cour, rue de la Charité, conserve une tourelle d’escalier ornée d’un décor gothique (encadrement de porte avec accolade, pinacles, écu et écusson surmonté d’une baie à garde-corps sculpté en croix de saint André). À l'intérieur, un escalier à vis en pierre au couronnement voûté distribue des appartements décorés aux XVIIIe et XIXe siècles.

## Historique
Demeure construite puis embellie au cours du XVe siècle par Guillaume puis Olivier Millet, officiers de finance et de justice des ducs de Bourbon à Montluçon puis à Moulins, dont les descendants devinrent lieutenants généraux du bailliage royal de Saint-Pierre-le-Moûtier au XVIe siècle. Vendue en 1573 par Anthoine Millet, seigneur de la Chastelette, elle a appartenu tout au long du XVIIe siècle à des membres de la famille Charreton. Devenu propriétaire en 1712, Jean-Baptiste Verrouquier de Saint-Argier fait construire une nouvelle aile au sud dans le 1er quart du 18e siècle. De nouvelles baies sont percées aux étages vers 1765-1773, à la demande d'Étienne de La Roche de Galmaud, lieutenant-colonel de cavalerie, ou de sa veuve Marie d’Assy de Viersat. Une extension est également réalisée à l'est, à une date indéterminée. Frappée d’alignement, la façade donnant sur la rue Notre-Dame est reconstruite dans le style néogothique, au milieu du XIXe siècle, à l'initiative du notaire François Augustin Grozieux de Laplaine qui fait placer à l’étage noble, en position centrale, une statue de saint François de Sales en terre cuite, dans une niche surmontée d’un dais de réemploi de style gothique flamboyant. La dénomination de « maison des Condé », retenue en 1928, est dénuée de fondement.
La maison est inscrite au titre des monuments historiques par arrêté du 19 mai 2003.

## Protection
Éléments protégés : la maison comprenant une tourelle d'escalier et des caves avec un vivier. 

## Galerie

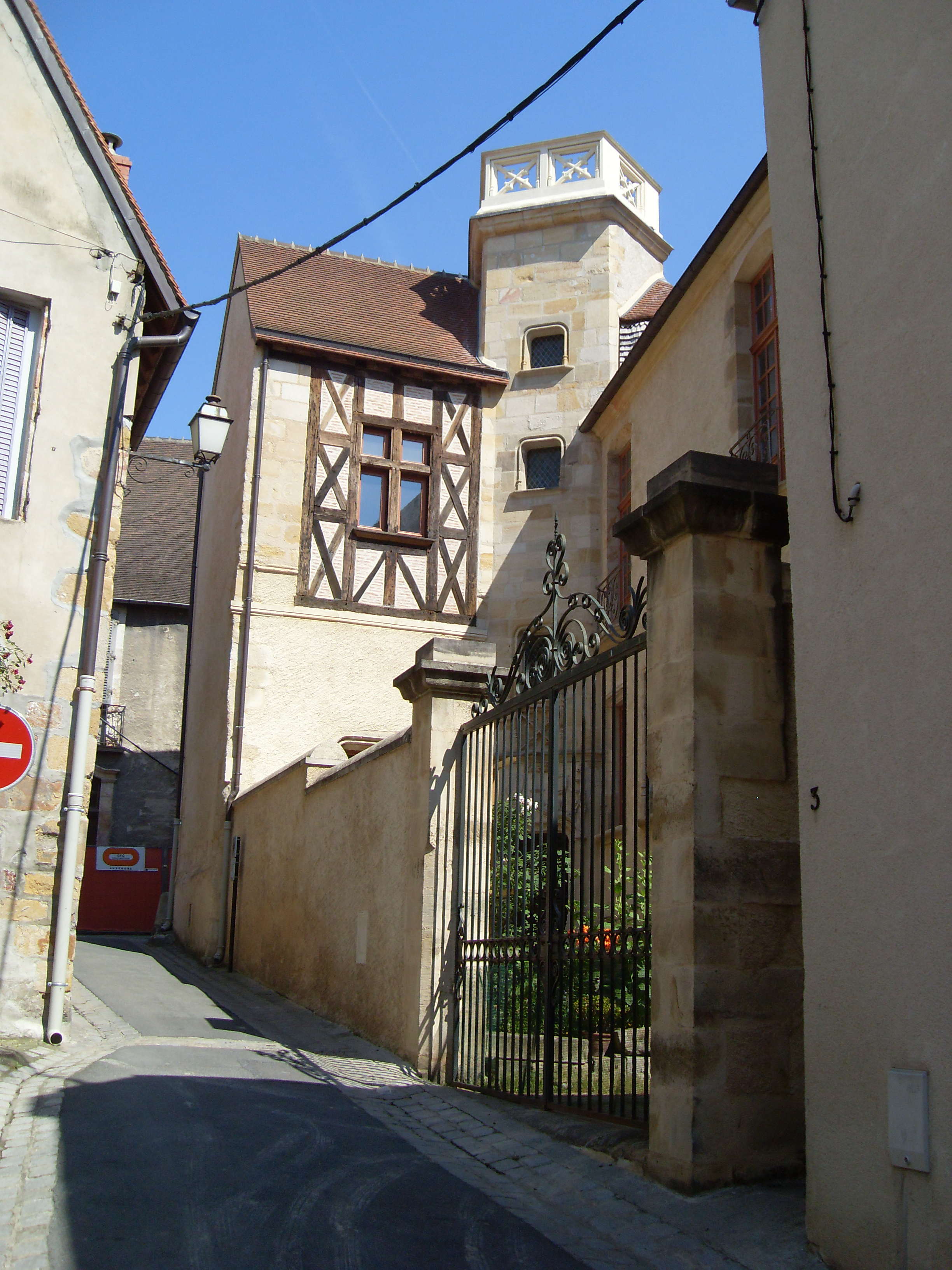
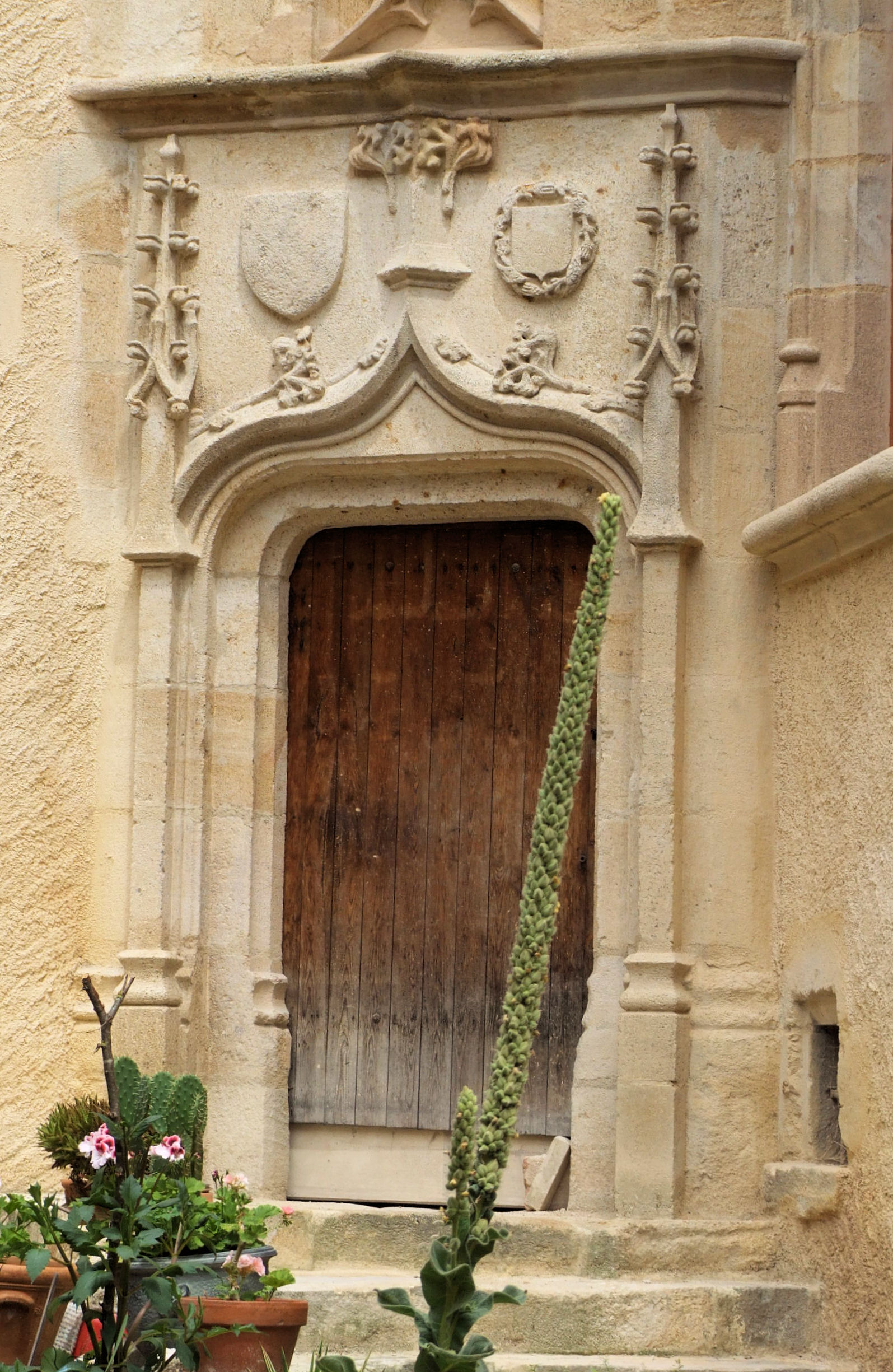
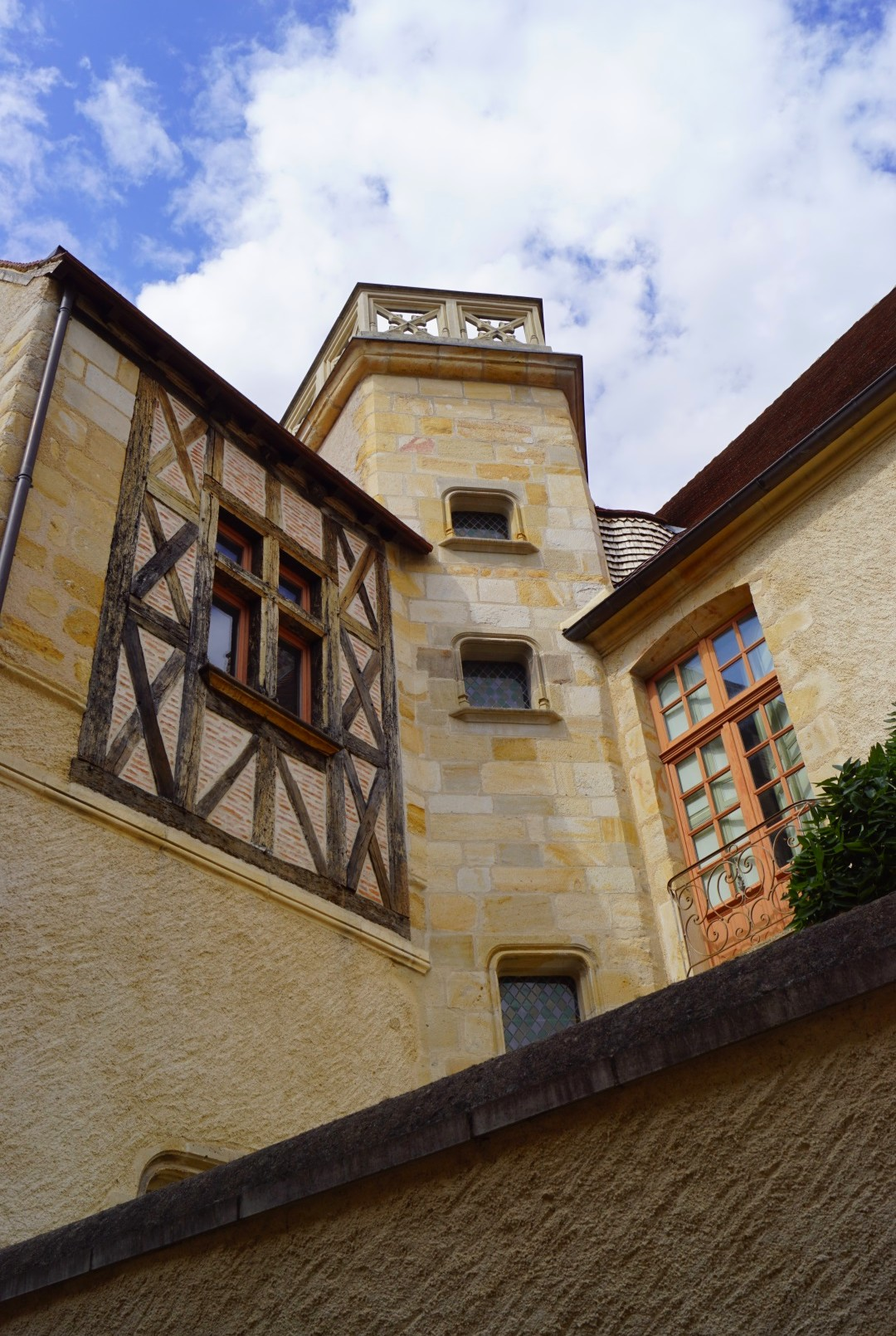